# Chaumont (Orne)
Pour les articles homonymes, voir Chaumont.
Chaumont est une commune française, située dans le département de l'Orne en région Normandie, peuplée de 167 habitants.

## Géographie
La commune est au sud du pays d'Auge. Son bourg est à 7 km au nord-est de Gacé, à 17 km au sud-est de Vimoutiers et à 18 km à l'ouest de La Ferté-Frênel.
| Neuville-sur-Touques      | Sap-en-Auge (comm. dél. du Sap) | La Ferté-en-Ouche (comm. dél. de Heugon) |
| Mardilly                  | Chaumont                        | Le Sap-André                             |
| Saint-Evroult-de-Montfort | Saint-Evroult-de-Montfort       | Le Sap-André                             |

### Hydrographie
La commune est située dans le bassin Seine-Normandie. Elle est drainée par le ruisseau de la Bigotière, le ruisseau de Chaumont, le fossé 01 de la commune de Monnai, le fossé 01 de la Loustière, le ruisseau des Aumones et un autre petit cours d'eau,.
Le ruisseau de la Bigotière, d'une longueur de 17 km, prend sa source dans la commune  et se jette  dans l'Orbiquet à La Folletière-Abenon, après avoir traversé six communes. 
Un plan d'eau complète le réseau hydrographique : le plan d'eau 1 de la commune de Chaumont (1,07 ha),.

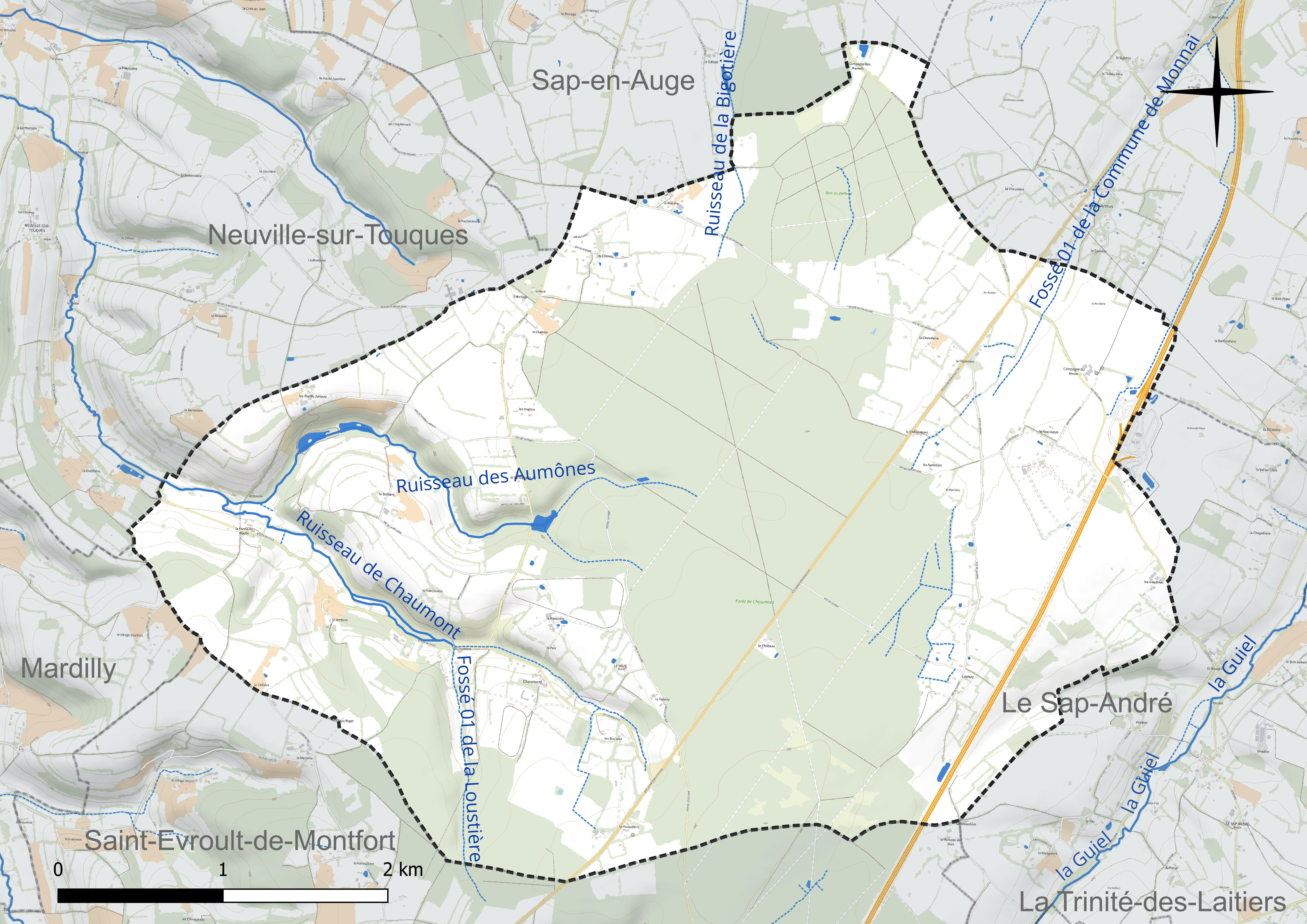
Réseau hydrographique de Chaumont.

### Climat
Pour des articles plus généraux, voir Climat de la Normandie et Climat de l'Orne.
En 2010, le climat de la commune est de type climat océanique dégradé des plaines du Centre et du Nord, selon une étude du CNRS s'appuyant sur une série de données couvrant la période 1971-2000. En 2020, Météo-France publie une typologie des climats de la France métropolitaine dans laquelle la commune est dans une zone de transition entre le climat océanique et le climat océanique altéré et est dans la région climatique Normandie (Cotentin, Orne), caractérisée par une pluviométrie relativement élevée (850 mm/a) et un été frais (15,5 °C) et venté. Parallèlement le GIEC normand, un groupe régional d’experts sur le climat, différencie quant à lui, dans une étude de 2020, trois grands types de climats pour la région Normandie, nuancés à une échelle plus fine par les facteurs géographiques locaux. La commune est, selon ce zonage, exposée à un « climat contrasté des collines », correspondant au Pays d'Ouche et au Perche et bénéficiant d’un caractère continental affirmé avec des précipitations atténuées et des amplitudes thermiques fortes.
Pour la période 1971-2000, la température annuelle moyenne est de 9,7 °C, avec une amplitude thermique annuelle de 13,9 °C. Le cumul annuel moyen de précipitations est de 831 mm, avec 13,2 jours de précipitations en janvier et 8,1 jours en juillet. Pour la période 1991-2020, la température moyenne annuelle observée sur la station météorologique la plus proche, située sur la commune de Ticheville à 10 km à vol d'oiseau, est de 10,9 °C et le cumul annuel moyen de précipitations est de 826,1 mm,. Pour l'avenir, les paramètres climatiques de la commune estimés pour 2050 selon différents scénarios d’émission de gaz à effet de serre sont consultables sur un site dédié publié par Météo-France en novembre 2022.

## Urbanisme

### Typologie
Au 1er janvier 2024, Chaumont est catégorisée commune rurale à habitat très dispersé, selon la nouvelle grille communale de densité à sept niveaux définie par l'Insee en 2022.
Elle est située hors unité urbaine et hors attraction des villes,.

### Occupation des sols
L'occupation des sols de la commune, telle qu'elle ressort de la base de données européenne d’occupation biophysique des sols Corine Land Cover (CLC), est marquée par l'importance des territoires agricoles (56 % en 2018), en diminution par rapport à 1990 (58,2 %). La répartition détaillée en 2018 est la suivante : 
prairies (45,9 %), forêts (33,9 %), milieux à végétation arbustive et/ou herbacée (7,9 %), terres arables (6,5 %), zones agricoles hétérogènes (3,7 %), zones industrielles ou commerciales et réseaux de communication (2,1 %). L'évolution de l’occupation des sols de la commune et de ses infrastructures peut être observée sur les différentes représentations cartographiques du territoire : la carte de Cassini (XVIIIe siècle), la carte d'état-major (1820-1866) et les cartes ou photos aériennes de l'IGN pour la période actuelle (1950 à aujourd'hui).

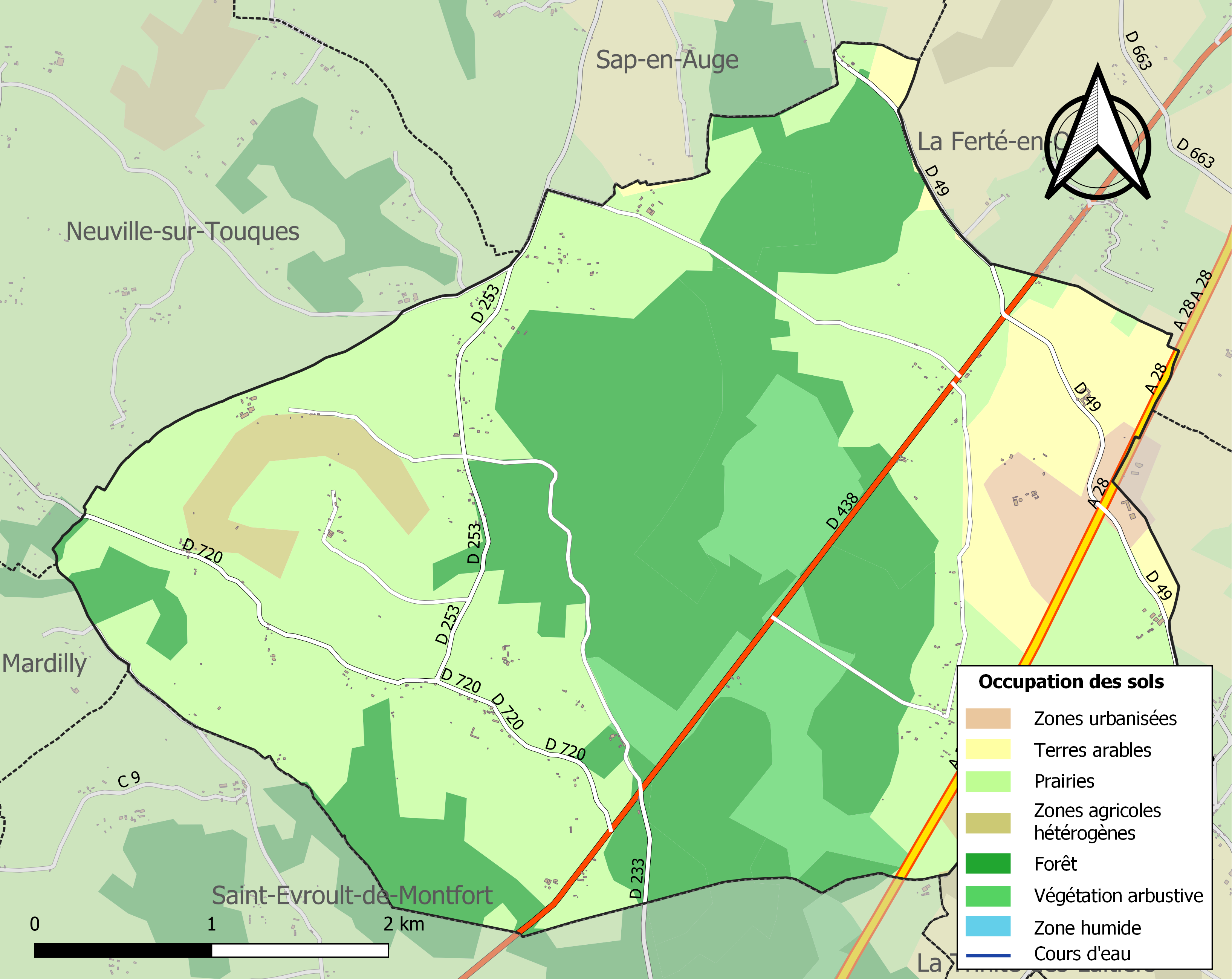
Carte des infrastructures et de l'occupation des sols de la commune en 2018 (CLC).

## Toponymie
Le nom de la localité est attesté sous la forme Calvum Montem vers 1200.
Chaumont est un terme de l'ancien français, fixé dans des toponymes, devenu également patronyme. Il correspond au type toponymique picard, normand et occitan Caumont. C'est un composé des éléments romans chals (Wace, Roman de Rou) / caux (Karle li Caux, Chanson de Roland) issus du latin calvus qui signifie « chauve » (forme jadis féminine, le masculin ayant été refait sur le féminin) et de mont issu du latin mons et qui signifie « colline, hauteur, éminence, mont. »
Le gentilé est Chaumontais.

## Politique et administration
| Période                                  | Période   | Identité              | Étiquette | Qualité    |
| ---------------------------------------- | --------- | --------------------- | --------- | ---------- |
| 1989                                     | mars 2014 | Jean-Pierre Bourgault | SE        |            |
| mars 2014                                | En cours  | Thérèse Colette       | SE        | Infirmière |
| Les données manquantes sont à compléter. |           |                       |           |            |

Le conseil municipal est composé de onze membres dont le maire et deux adjoints.

## Démographie
L'évolution du nombre d'habitants est connue à travers les recensements de la population effectués dans la commune depuis 1793. Pour les communes de moins de 10 000 habitants, une enquête de recensement portant sur toute la population est réalisée tous les cinq ans, les populations de référence des années intermédiaires étant quant à elles estimées par interpolation ou extrapolation. Pour la commune, le premier recensement exhaustif entrant dans le cadre du nouveau dispositif a été réalisé en 2007.
En 2022, la commune comptait 167 habitants, en évolution de −6,7 % par rapport à 2016 (Orne : −3,21 %, France hors Mayotte : +2,11 %).Chaumont a compté jusqu'à 711 habitants en 1841.
Chaumont a compté jusqu'à 711 habitants en 1841.
| 1793 | 1800 | 1806 | 1821 | 1836 | 1841 | 1846 | 1851 | 1856 |
| ---- | ---- | ---- | ---- | ---- | ---- | ---- | ---- | ---- |
| 547  | 635  | 633  | 626  | 702  | 711  | 693  | 675  | 585  |

| 1861 | 1866 | 1872 | 1876 | 1881 | 1886 | 1891 | 1896 | 1901 |
| ---- | ---- | ---- | ---- | ---- | ---- | ---- | ---- | ---- |
| 540  | 542  | 492  | 457  | 480  | 404  | 391  | 332  | 322  |

| 1906 | 1911 | 1921 | 1926 | 1931 | 1936 | 1946 | 1954 | 1962 |
| ---- | ---- | ---- | ---- | ---- | ---- | ---- | ---- | ---- |
| 307  | 275  | 263  | 266  | 244  | 224  | 231  | 247  | 223  |

| 1968 | 1975 | 1982 | 1990 | 1999 | 2006 | 2007 | 2012 | 2017 |
| ---- | ---- | ---- | ---- | ---- | ---- | ---- | ---- | ---- |
| 190  | 152  | 134  | 120  | 146  | 159  | 161  | 181  | 177  |

| 2022 | - | - | - | - | - | - | - | - |
| ---- | - | - | - | - | - | - | - | - |
| 167  | - | - | - | - | - | - | - | - |

## Économie
- Centre d'exploitation du concessionnaire de l'autoroute A28, Alis.

## Lieux et monuments
- L'église Saint-Pierre, du XVIe siècle, abritant un retable du XVIIe incluant un tableau du XVIIIe (le Baptême du Christ), le tout classé à titre d'objets aux Monuments historiques[31].
- Forêt de Chaumont.

## Héraldique
| Blason de Chaumont | Blason  | Parti : au 1er d'azur à deux clés d'or passées en sautoir, au 2e d'argent au chêne de tenné, englanté du même et feuillé de sinople; le tout sommé d'un chef de gueules chargé d'un léopard d'or armé et lampassé d'azur. |
| Blason de Chaumont | Détails | Le léopards d'or sur champ de gueules rappelle les armes de la Normandie |